# A82 (Groot-Brittannië)
De A82 is een 267 km lange hoofdverkeersweg in Schotland.
De weg verbindt Glasgow via Clydebank, Dumbarton, Alexandria en Fort William met Inverness.

## Hoofdbestemmingen
- Clydebank
- Dumbarton
- Alexandria
- Fort William
- Inverness